# Polyura
Polyura  es un género de plantas con flores de la familia de las rubiáceas. Incluye una sola especie: Polyura geminata (Wall. ex G.Don) Hook.f. (1868).
Es nativo del este del Himalaya hasta Assam.